# Poa tovarii
Poa tovarii är en gräsart som beskrevs av Robert John Soreng. Poa tovarii ingår i släktet gröen, och familjen gräs. Inga underarter finns listade i Catalogue of Life.